# Antigoni Drisbioti
Antigoni Drisbioti (en griego: Αντιγόνη Ντρισμπιώτη, Karditsa, 21 de marzo de 1984) es una deportista griega que compite en atletismo, especialista en la disciplina de marcha.
Ganó una medalla de bronce en el Campeonato Mundial de Atletismo de 2023 y dos medallas de oro en el Campeonato Europeo de Atletismo de 2022. Participó en dos Juegos Olímpicos de Verano, en los años 2016 y 2020, ocupando el octavo lugar en Tokio 2020, en la prueba de 20 km.
Fue la abanderada de Grecia en la ceremonia de apertura de los Juegos Olímpicos de París 2024 junto con el baloncestista Giannis Antetokounmpo.

## Palmarés internacional
| Campeonato Mundial | Campeonato Mundial | Campeonato Mundial | Campeonato Mundial |
| Año                | Lugar              | Medalla            | Prueba             |
| ------------------ | ------------------ | ------------------ | ------------------ |
| 2023               | Budapest (Hungría) | Medalla de bronce  | 35 km marcha       |
| Campeonato Europeo |                    |                    |                    |
| Año                | Lugar              | Medalla            | Prueba             |
| 2022               | Múnich (Alemania)  | Medalla de oro     | 20 km marcha       |
| 2022               | Múnich (Alemania)  | Medalla de oro     | 35 km marcha       |